# Над бездной (фильм)
«Над бездной» (англ. Above the Below) — будущий британский фильм-выживание, снятый Идрисом Эльбой совместно с Мартином Оуэном. В основу сценария, написанного Элизабет Моррис, Мэттом Митчеллом и Вики Сарджент лёг рассказ Оуэна. Главные роли в фильме исполнили Эльба, Кейтлин Фицджеральд и Хиро Файнс-Тиффин.

## Сюжет
Во время возвращения на Землю корабль, с тремя астронавтами на борту, сбивается с курса во время входа в атмосферу. Они борются за выживание после того, как их капсула погружается в океан.

## В ролях
- Идрис Эльба — Джексон
- Кейтлин Фицджеральд — Брукс
- Хиро Файнс-Тиффин — Родс

## Производство
Фильм «Над бездной» был анонсирован компанией Lionsgate на Американском кинорынке в 2023 году, сорежиссёрами стали Идрис Эльба и Мартин Оуэн. Оуэн создал историю фильма, а сценарий написали Элизабет Моррис, Мэтт Митчелл и Вики Сарджент. В следующем месяце было объявлено, что Эльба также исполнит главную роль в фильме вместе с Кейтлин Фицджеральд и Хиро Файнс-Тиффином.
Съёмки начались в ноябре 2023 года в Лондоне, на студии Pinewood, чтобы использовать имеющуюся там подводную студию, и были завершены к февралю 2024 года.